# 蘇雅琳
蘇雅琳（英語：Ivy So Nga Lam；2001年8月4日—），香港女歌手及藝人，現為香港女子組合COLLAR成員兼MakerVille合約女藝員，為2021年ViuTV選秀節目《全民造星IV》參賽者。

## 簡介
蘇雅琳生於香港，畢業於聖公會油塘基顯小學、藍田聖保祿中學及香港專上學院健康學副學士，並曾就讀香港中文大學護理系。蘇雅琳在2021年6月參加ViuTV選秀節目《全民造星IV》，因為行程緊密關係，所以在節目的中途裏從香港中文大學護理系退學。

### 參加《全民造星IV》時期
在前哨戰時，參賽編號是1號，蘇雅琳表演跳唱《Good Time》擊敗28號參賽者王家晴而晉身60強加入並梁祖堯導師組別。而60強首輪分組對決時，與隊員沈貞巧、黃雅慧、余嘉熙、林暐翹、楊芷程以戲劇形式表演《六條金魚》，並表演《BOSS》，擊敗A組晉身40強。在40強與黃雅慧、余潔、何榛綦以童年遊戲融入歌曲及演出《猜‧情‧尋》，並演譯《狂人日記》落敗後躋身30強。於30強的比賽中，蘇雅琳參演《勞斯.萊斯》及參與《浮雕》和《未知道》。於25強賽，蘇雅琳與邱彥筒、李芯駖、黃斯琪及穎蕎被編入以MIRROR成員江𤒹生為導師的參賽組別，演譯原創歌曲《I Don't Need That》，分數為248分，於五組當中排名第三，及後順利晉身總決賽。2021年12月25日，蘇雅琳在《全民造星IV》總決賽裡演譯歌曲《勿念》及跳舞對決，最後以總分20分成為《全民造星IV》第十名。

### COLLAR時期
2022年1月12日晚上六時半，ViuTV於香港尖沙咀海港城海運觀點舉辦的「Hold Your Breath」官方記者會中正式以COLLAR成員的名義出道。

### 參加《全民造星IV》過程
| 《全民造星IV》比賽過程 | 《全民造星IV》比賽過程 | 《全民造星IV》比賽過程                     | 《全民造星IV》比賽過程 |
| 項目                   | 集數                   | 演出項目                                   | 備註 |
| ---------------------- | ---------------------- | ------------------------------------------ | --- |
| 第一輪比賽 （個人賽）  | 6                      | 跳唱《Good Time》                          | - 評判：朱栢康、當奴、鄭融 - 最終以3盞藍燈，晉身60強B組，導師為梁祖堯。 |
| 第二輪比賽 （團體）    | 19                     | 第一回合：自選表演 《六條金魚》            | - B4組員包括：Gao、暐翹、Sarah、Ivy So、Karen、咖喱 - 評判：泳兒、少爺占、韋羅莎、陳輝陽、鍾舒漫 - 最終以4盞紅燈，晉身40強                                                                            |
| 第二輪比賽 （團體）    | 19                     | 第二回合：Dance Battle (跳舞比拼) 《BOSS》 | - B4組員包括：Gao、暐翹、Sarah、Ivy So、Karen、咖喱 - 評判：泳兒、少爺占、韋羅莎、陳輝陽、鍾舒漫 - 最終以4盞紅燈，晉身40強                                                                            |
| 第三輪比賽 （團體）    | 22-23                  | 第一回合：自選表演 《猜。情。尋》          | - B3組員包括：Ivy So、Zoe、咖喱、榛綦 - 評判：吳雨霏、卓韻芝、陳健安、伍仲衡、陳詠燊 - B3組以0比5敗給A5組，咖喱成了即時淘汰者及Zoe則成了導師淘汰者，Ivy So與榛綦晉身30強                              |
| 第三輪比賽 （團體）    | 22-23                  | 第二回合：指定歌曲 《狂人日記》 原唱：Jer  | - B3組員包括：Ivy So、Zoe、咖喱、榛綦 - 評判：吳雨霏、卓韻芝、陳健安、伍仲衡、陳詠燊 - B3組以0比5敗給A5組，咖喱成了即時淘汰者及Zoe則成了導師淘汰者，Ivy So與榛綦晉身30強                              |
| 第四輪比賽 （團體）    | 28                     | 第一局 《浮雕》                            | - 第四輪比賽，評判：鄭欣宜、梁釗峰、馮允謙、余迪偉、黃修平 - 比賽分為五局。 - 組員包括：Alice、Gao、Ivy So、Karen、Winka、方方、馬欣、東東、暐翹、榛綦 - 最終以1比4落敗，而東東則在此局被淘汰。       |
| 第四輪比賽 （團體）    | 29                     | 第二局 《勞斯萊斯》                        | - 組員包括：Alice、Gao、Ivy So、Karen、Winka、方方、馬欣、東東、暐翹、榛綦 - 最終以5盞紅燈，勝出第二局。                                                                                              |
| 第四輪比賽 （團體）    | 30-31                  | 第四局 《未知道》                          | - 組員包括：Alice、Gao、Ivy So、Karen、Winka、方方、馬欣、東東、暐翹、榛綦 - 最終以1比4落敗，而Karen則在此局被淘汰。                                                                                  |
| 第五輪比賽 (團體)      | 32                     | 《原創歌 - I don't need that》             | - Anson Kong@MIRROR為導師。 - 組員包括 Marf 、Ivy So、CK、穎蕎、芯駖 - 評判： 許廷鏗、梁祖堯、黃慧君、戴穎 - 最終以小組第3名，248分，全員進入總決賽。                                                 |
| 總決賽 （個人賽）      | -                      | 自選表演項目/曲目 《勿念》                 | - 總決賽於12月25日聖誕節正日晚上8時30分於九龍灣國際展貿中心Star Hall舉行。 - 星級評判：謝安琪、李嘉欣、麥兆輝、谷德昭、魯庭暉 - 星級評判團最終分數5分，觀眾投票最終分數15分，以總分數20分，得第10名。 |
| 總決賽 （個人賽）      | -                      | Dance Battle舞技對決 《Conga》             | - 總決賽於12月25日聖誕節正日晚上8時30分於九龍灣國際展貿中心Star Hall舉行。 - 星級評判：謝安琪、李嘉欣、麥兆輝、谷德昭、魯庭暉 - 星級評判團最終分數5分，觀眾投票最終分數15分，以總分數20分，得第10名。 |

## 音樂作品

### 單曲
| 推出日期      | 曲目                                            | 作曲        | 填詞   | 編曲            | 監製            | 備註               |
| 2023年5月29日 | 《記得梳頭》(Acoustic Version) （與趙善恆合唱） | 小龜@ToNick | 黃偉文 | ToNick / 王雙駿 | ToNick / 王雙駿 | 參與Featuring 部份 |

## 演出作品

### 電視劇（ViuTV）
| 日期   | 節目名稱     | 角色   | 備註   |
| ------ | ------------ | ------ | ------ |
| 2023年 | 《和解在後》 | 方圓   | 女主角 |
| 2024年 | 《飛黃騰達》 | 古思玲 | 女主角 |

### 配音
| 日期   | 節目名稱         | 角色 | 備註     |
| ------ | ---------------- | ---- | -------- |
| 2024年 | 《玩轉腦朋友2》  | 阿樂 | 粵語配音 |
| 2024年 | 《發夢製作公司》 | 阿樂 | 粵語配音 |

### 綜藝節目（ViuTV）
| 日期   | 節目名稱        | 備註     |
| ------ | --------------- | -------- |
| 2021年 | 全民造星IV      | 參賽者   |
| 2022年 | Chill Club 推介 | 客席主持 |

### 廣播劇（商業電台）
- 2023年：Last Seen! 飾演 陸月盈

### Music Video
- 2021年：《2021夏の首部曲：造星の駅》（《全民造星》主題曲《前傳》）
- 2023年：《記得梳頭》（ToNick ft. Ivy@Collar)
- 2024年 :《樓下的貓》（FINALLY）
- 2025年：《你都有今日》（Anson Lo 盧瀚霆）

### 音樂會
- 2022年：喇沙書院 Talent Quest（與Day、Winka）[26]
- 2023年：WYCHK Talent Time 2023（與Candy）[27]

### 舞台劇
- 2024年：《百分百感覺2024》（與吳肇軒、顏卓靈、林家熙合作）[28]

### 網絡節目（Youtube）
- 2023年：【JFFLIVE】多人線上桌遊（與Candy、Day、Sumling）， 【JFFLIVE】百分百線上桌遊，【試當真】謝票場第155週 ，【試當真】誠實測慌機《百分百心跳》，【:poms】百分百脫單撩人情話大賽
- 2024年：【經濟一週】講乜都係錢，【BBO | Black Box office】麻甩成熟教室
- 2025年：【商業電台 Hong Kong Toolbar】《叱咤樂壇》熱鬧新年 Ivy So@COLLAR、Jaime、雲浩影 粉絲福利大戰， 【Pomato 小薯茄】蕃茄薯仔TALK （與雲浩影)，  【米紙】星周撈米 （與Gao)

## 外部連結
- 蘇雅琳的Instagram帳戶
- 全民造星IV 蘇雅琳簡介 （页面存档备份，存于）